# Vanderbylia peninsularis
Vanderbylia peninsularis är en svampart som beskrevs av Corner 1987. Vanderbylia peninsularis ingår i släktet Vanderbylia och familjen Polyporaceae.   Inga underarter finns listade i Catalogue of Life.